# Raimondo Peralta
Raimondo Peralta (in catalano Ramon de Peralta) (... – Palermo, 1349) è stato un nobile, militare e politico italiano.
Fu 1º conte di Caltabellotta, barone di Peralta, grande ammiraglio del Regno d'Aragona, gran cancelliere e gran camerlengo del Regno di Sicilia e capitano generale della Sardegna.

## Biografia
Raimondo era il figlio di Filippo di Saluzzo ed Aldonza Fernandez de Castro Peralta, della quale mantenne il cognome. Secondo gli storici Francesco San Martino De Spucches e Francesco Savasta è invece figlio di un intreccio familiare: il padre sarebbe Filippo Peralta, fratello uterino di Costanza di Svevia, moglie di Pietro III d'Aragona, mentre la madre Aldenza Fernandez, figlia di Eufemia d'Aragona, a sua volta figlia di Pietro II, nonché Regina del Regno di Sicilia dal 1355 al 1357.
Partecipò alla conquista aragonese della Sardegna, in particolare all'assedio di Castel di Castro del 1323, e alla fine del 1325 sostituì Francesco Carroz nel comando delle milizie terrestri; tuttavia l'ostilità reciproca tra i due costrinse il Re a rimuoverli dai rispettivi incarichi.
Nel 1326 si mise al servizio del cugino Federico d'Aragona, impegnato nelle guerre del Vespro contro gli Angioini.
Tornò in Catalogna nel 1335, dove fu nominato grande ammiraglio del Regno d'Aragona e posto al comando di una flotta navale volta a difendere la Sardegna dalla Repubblica di Genova. Riuscì così ad impedire lo sbarco degli Angioini a Palermo, ma fallì nell'impedire la riconquista dell'isola di Djerba da parte dell'hafside Abu-Yahya Abu-Bakr II. Nel 1338 fu investito dei feudi di Borgetto, Calatubo, Caltabellotta e Castellammare del Golfo, cui si aggiunsero nel 1340 Alcamo e Bonifato. Sempre nello stesso anno fu nominato gran cancelliere del Regno di Sicilia. Dopo aver invaso il Regno di Napoli, nel 1347 negoziò la pace con la Regina Giovanna I d'Angiò.
Morì a Palermo nel 1349 durante le ostilità tra latini e catalani per il controllo della Sicilia. Gli succedette nei feudi il figlio Guglielmo Raimondo, detto "Guglielmone".

## Ascendenza
|                                     |                            |                          | Genitori               |  |  | Nonni |  |  | Bisnonni                |  |  | Trisnonni            |  |
|                                     |                            |                          |                        |  |  |       |  |  | Manfredo III di Saluzzo |  |  | Bonifacio di Saluzzo |  |
|                                     |                            |                          |                        |  |  |       |  |  | Manfredo III di Saluzzo |  |  | Bonifacio di Saluzzo |  |
|                                     |                            | Maria di Torres          |                        |  |  |       |  |  | Manfredo III di Saluzzo |  |  |                      |  |
| Tommaso I di Saluzzo                |                            |                          |                        |  |  |       |  |  | Manfredo III di Saluzzo |  |  |                      |  |
|                                     |                            | Beatrice di Savoia       | Amedeo IV di Savoia    |  |  |       |  |  |                         |  |  |                      |  |
|                                     |                            | Beatrice di Savoia       | Amedeo IV di Savoia    |  |  |       |  |  |                         |  |  |                      |  |
|                                     |                            | Beatrice di Savoia       | Margherita di Borgogna |  |  |       |  |  |                         |  |  |                      |  |
| Filippo di Saluzzo                  |                            | Beatrice di Savoia       |                        |  |  |       |  |  |                         |  |  |                      |  |
|                                     |                            | Giorgio di Ceva          | ?                      |  |  |       |  |  |                         |  |  |                      |  |
|                                     |                            | Giorgio di Ceva          | ?                      |  |  |       |  |  |                         |  |  |                      |  |
|                                     |                            | Giorgio di Ceva          | ?                      |  |  |       |  |  |                         |  |  |                      |  |
| Luisa di Ceva                       |                            | Giorgio di Ceva          |                        |  |  |       |  |  |                         |  |  |                      |  |
|                                     |                            | ?                        | ?                      |  |  |       |  |  |                         |  |  |                      |  |
|                                     |                            | ?                        | ?                      |  |  |       |  |  |                         |  |  |                      |  |
|                                     |                            | ?                        | ?                      |  |  |       |  |  |                         |  |  |                      |  |
| Raimondo Peralta                    |                            | ?                        |                        |  |  |       |  |  |                         |  |  |                      |  |
|                                     | Fernando Sanchez de Castro | Giacomo d'Aragona        |                        |  |  |       |  |  |                         |  |  |                      |  |
|                                     | Fernando Sanchez de Castro | Giacomo d'Aragona        |                        |  |  |       |  |  |                         |  |  |                      |  |
|                                     | Fernando Sanchez de Castro | Aldonza de Antillon      |                        |  |  |       |  |  |                         |  |  |                      |  |
| Filippo Fernandez de Castro         | Fernando Sanchez de Castro |                          |                        |  |  |       |  |  |                         |  |  |                      |  |
|                                     |                            | Aldonza Ximenez de Urrea | Scimeno de Urrea       |  |  |       |  |  |                         |  |  |                      |  |
|                                     |                            | Aldonza Ximenez de Urrea | Scimeno de Urrea       |  |  |       |  |  |                         |  |  |                      |  |
|                                     |                            | Aldonza Ximenez de Urrea | ?                      |  |  |       |  |  |                         |  |  |                      |  |
| Aldonza Fernandez de Castro Peralta |                            | Aldonza Ximenez de Urrea |                        |  |  |       |  |  |                         |  |  |                      |  |
|                                     |                            | Raimondo Peralta         | Guglielmo Peralta      |  |  |       |  |  |                         |  |  |                      |  |
|                                     |                            | Raimondo Peralta         | Guglielmo Peralta      |  |  |       |  |  |                         |  |  |                      |  |
|                                     |                            | Raimondo Peralta         | Marchesa di Caprera    |  |  |       |  |  |                         |  |  |                      |  |
| Aldonza Peralta                     |                            | Raimondo Peralta         |                        |  |  |       |  |  |                         |  |  |                      |  |
|                                     |                            | ?                        | ?                      |  |  |       |  |  |                         |  |  |                      |  |
|                                     |                            | ?                        | ?                      |  |  |       |  |  |                         |  |  |                      |  |
|                                     |                            | ?                        | ?                      |  |  |       |  |  |                         |  |  |                      |  |
|                                     |                            | ?                        |                        |  |  |       |  |  |                         |  |  |                      |  |

## Discendenza
Raimondo, che in prime nozze aveva sposato Sibilla di Cardona, nel 1332 si unì in seconde nozze con Isabella (o Elisabetta) d'Aragona, figlia naturale di Federico e Sibilla Sormella. Dopo la morte di Isabella, avvenuta nel 1341, si risposò in terze nozze con Allegranza Abbate, figlia di Enrico. Ebbe un unico figlio, Guglielmo Raimondo "Guglielmone", avuto dalla sua prima moglie, che fu conte di Caltabellotta, gran cancelliere e gran camerlengo del Regno di Sicilia, e sposò Luisa di Sclafani.